# Strada regionale 406
La strada regionale 406 (in sloveno regionalna cesta 406) è una strada della Slovenia che collega Villa Decani con Lazzaretto. Essa è inserita nel Pregled regionalnih cest II. reda. (elenco II delle strade regionali della Slovenia), per tanto ciò e classificata come strada regionale.

## Percorso
La strada inizia sulla rotonda con la strada regionale 409 come tronco centrale della strada regionale 741 (Slovenia). Scavalca la superstrada H5 ed entra ad Ancarano. Esce dall'abitato e tocca il parco naturale di Punta Grossa, punta San Bartolomeo e termina sul valico di San Bartolomeo.